# ハンナ (聖書)
ハンナ（ヘブライ語: חנה）は、『旧約聖書』の登場人物。エフライム人エルカナの妻でサムエルの母である。名前はヘブライ語で「恵み」という意味である。
長い間子供が生まれなかったために、エルカナのもう一人の妻ペニンナに悪く言われて悩んだ。エルカナ一家は毎年シロの聖所で参拝していたが、ある年ハンナは祈りの中で、もし神が祈りに応えて男子を授けて下さるなら、その子を主に捧げると誓った。
祈りが通じてハンナは男子を産み、サムエルと命名された。サムエルが乳離れすると、ハンナはサムエルをシロの聖所に連れて行き、神に捧げ、感謝の歌を歌った。